# 黄树滋
黄树滋（1916年—1988年），台湾人，曾經參加中國共產黨台灣省工作委員會，青文出版社创办人兼首任社長，也是《哆啦A梦》台湾引入者。

## 白色恐怖
黃樹滋於1948年時加入共產黨，受省工委書記蔡孝乾及新竹、海山區負責人張志忠領導，組織省工委新竹市委員會擔任書記，1949年陸續吸收張金潭、劉賽慧加入，並吸收楊進發、施儒珍、鄭萬成、林家章、王如梁、朱煒煌、楊水木、鍾色、余榮清等，1950年省工委書記蔡孝乾遭到逮捕後自新，1950年5月陳福星重整省工委，黃樹滋、鄭萬成等隨陳福星，潛伏於苗栗魚藤坪山區，1951年，政府改採招撫策略，陳福星等人率四百多位殘黨自新，黃樹滋於自新後供出劉賽慧等人，劉賽慧受刑指甲全脫落仍堅不吐實，但因其位處共黨組織領導地位而遭槍決，施儒珍則終生躲藏於家中的夾層屋中。
黃樹滋後來辦理自首，並供出曾接觸過的人員名單，導致多人被捕，甚至慘遭槍決。如根據鄭香廷案內被判死刑的楊熾森之弟表示，其兄在被捕前曾表示相信黃樹滋的人格，因此沒事先逃跑，卻萬萬沒想到「黃樹滋後來全部都供出來」。例如劉賽慧、王如梁、鄭廷香、彭明雄、彭金鑾等就因此遭判處死刑
。

## 重要事蹟
20世纪70年代，黄树滋將《哆啦A梦》引進台灣，将书名取为《机器猫小叮当》。這也是早期台湾人將《哆啦A梦》叫做「小叮噹」的來源，而這個名稱事實上來自香港引入者——《兒童樂園》雜誌前社長張浚華對該作的舊譯名「叮噹」。此时台湾還没有《着作权法》，所以事實上這些漫畫最初是由黄树滋本人將日本原版漫畫買入帶回，加以影印並自行翻譯後出版。後來單行本（45卷本）內容已趕不上出版進度，於是青文出版社改編藤子·F·不二雄部分其他作品融合「自創情節」。1992年《着作权法》修法后，在政府給予期限下，青文出版社將其剩餘库存的《哆啦A梦》作品全數销毁。2003年青文出版社自小學館重新取得版权，隔年重新出版《哆啦A梦》單行本（45卷本）及藤子·F·不二雄其他作品。

## 人物生平
- 1964年5月，黄树滋成立“台湾青年文化协会”。
- 1976年9月，台湾青年文化协会改为“青文出版社”，黄树滋成为第一任社长。
- 1983年7月，黄树滋编译的《天文初学28课》出版。
- 1985年7月，黄树滋编译的《星座入门》、《星座教室》、《观察行星》、《观察星云与星团》等天文学书籍出版。[7]
- 1988年1月，黄树滋逝世，黄寄萍接任青文出版社社长。[8]

## 家族成员
- 黄寄萍，黄树滋之子，青文出版社第二任社长，前任青文发行人。
- 黄咏雪，黄寄萍女儿，曾任青文总经理。现任青文出版社第三任社长，即現任董事长兼总经理。[9]